# Porojęzyk dębowy

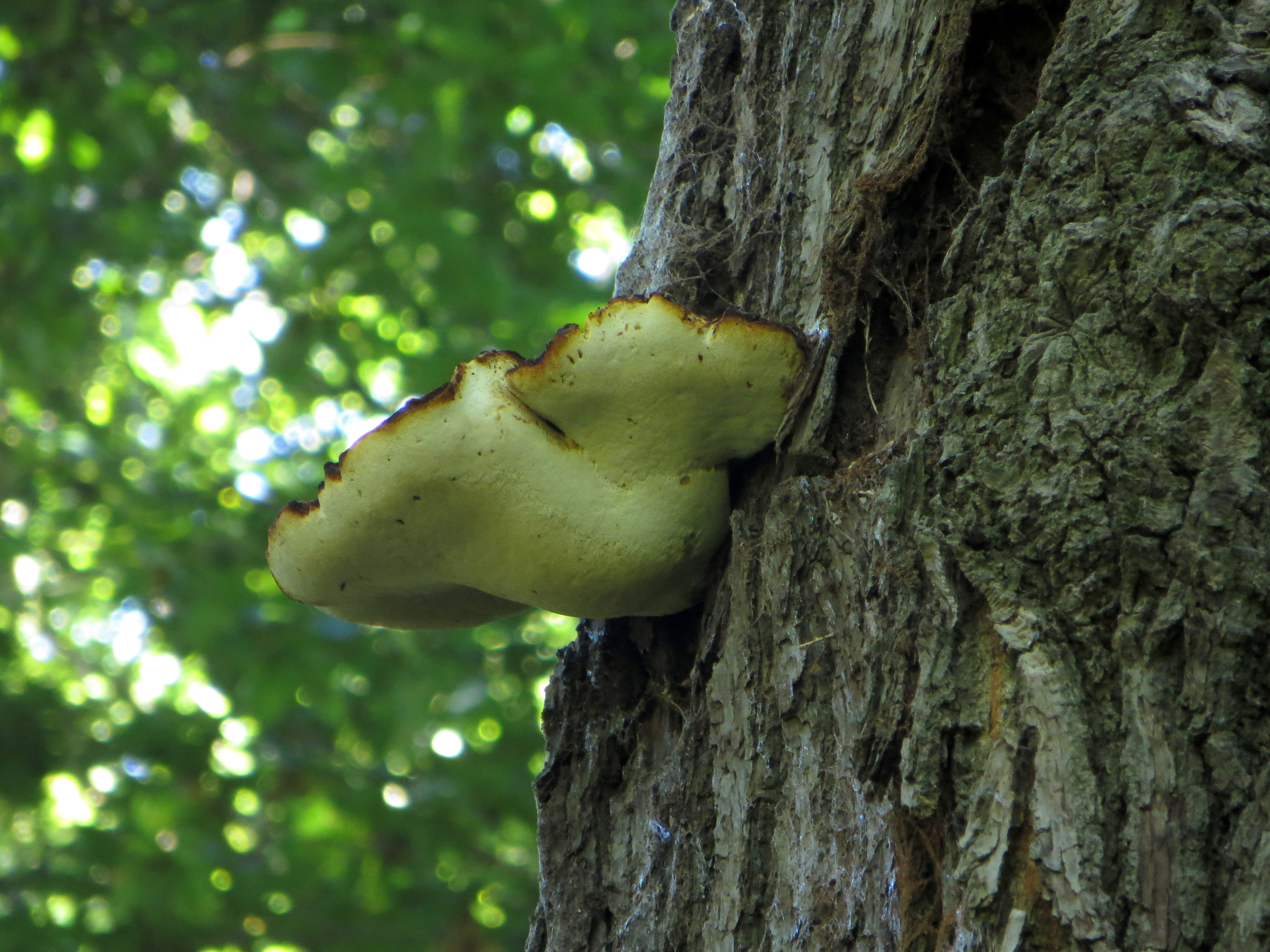

Porojęzyk dębowy (Buglossoporus quercinus (Schrad.) Kotl. & Pouzar) – gatunek grzybów z rodziny pniarkowatych (Fomitopsidaceae).

## Systematyka i nazewnictwo
Pozycja w klasyfikacji według Index Fungorum: Buglossoporus, Fomitopsidaceae, Polyporales, Incertae sedis, Agaricomycetes, Agaricomycotina, Basidiomycota, Fungi.
Po raz pierwszy takson ten zdiagnozował w 1794 r. Heinrich Adolf Schrader, nadając mu nazwę Boletus quercinus. W 1966 r. František Kotlaba i Zdeněk Pouzar przenieśli go do rodzaju Buglossoporus.
Ma 16 synonimów. Niektóre z nich:
- Antrodia quercina (Schrad.) Teixeira 1992
- Buglossoporus pulvinus (Pers.) Donk 1971
- Piptoporus quercinus f. monstrosus Pilát 1937
- Polyporus quercicola Velen. 1922

Stanisław Domański w 1967 r. nadał mu polską nazwę porek dębowy. Władysław Wojewoda w 2003 r. zaproponował nazwę porojęzyk dębowy i jest ona spójna z nazwą naukową Buglossoporus quercinus.

## Morfologia
Kapelusz
Owocniki jednoroczne, szeroko językowate lub półkoliste z krótkim trzonem. Wyrastają pojedynczo, ale czasami sąsiednie owocniki zrastają się z sobą. Pojedynczy owocnik ma średnicę do 30 cm i grubość do 3 cm. Kapelusz wypukły o powierzchni zamszowej. Jego skórka jest bardzo cienka, pergaminowa, u młodych owocników o barwie od białawej do żółtoochrowej, u starszych rdzawobrązowej do brunatnej.
Hymenofor
Rurkowaty, jaśniejszy od kapelusza, po uszkodzeniu ciemniejący. Pory o kształcie od okrągłego do kanciastego w liczbie 2–4 na mm.
Miąższ
O barwie od białawej do żółtoochrowej, po uszkodzeniu zmieniający barwę na rdzawą do brunatnej. W młodych owocnikach miękki, w starszych i w stanie suchym korkowaty i twardy.

## Występowanie i siedlisko
Występuje w wielu krajach Europy, w kilku rejonach Azji i w jednym w Ameryce Północnej. W piśmiennictwie naukowym na terenie Polski do 2020 r. podano jedno dawne stanowisko i 9 aktualnych, w tym 7 w Białowieskim Parku Narodowym. Oprócz nich podano też 3 stanowiska wątpliwe. Znajduje się na Czerwonej liście roślin i grzybów Polski. Ma status E – gatunek zagrożony wymarciem, którego przeżycie jest mało prawdopodobne, jeśli nie przestaną działać czynniki zagrożenia. W latach 1995–2004 podlegał ochronie częściowej, a od roku 2014 – ochronie ścisłej bez możliwości zastosowania wyłączeń spod ochrony uzasadnionych względami gospodarki rolnej, leśnej lub rybackiej.
Grzyb nadrzewny (tzw. huba). Występuje w średnio wilgotnych grądach i lasach liściastych z domieszką dębów. Jest grzybem pasożytniczym rozwijającym się niemal wyłącznie na bardzo starych dębach mających przynajmniej około 250 lat. W drzewostanach dębowych gdzie jego kolonie są stabilne może atakować także młodsze dęby. Jest także saprotrofem rozwijającym się na martwych, leżących na ziemi lub jeszcze stojących pniach dębów i ich konarach. Powoduje brunatną zgniliznę drewna.
Na raz zainfekowanym drzewie utrzymuje się aż do jego rozkładu. Owocniki tworzy od czerwca do stycznia, ale obumarłe i zaschnięte owocniki utrzymują się jeszcze przez długi czas na drzewie.

## Gatunki podobne
Podobny jest pniarek brzozowy Fomitopsis pinicola. Rozwija się wyłącznie na brzozach, więc jego pomylenie z porojęzykiem dębowym byłoby możliwe tylko wtedy, gdyby nieznane było miejsce wyrastania owocnika. Wówczas można odróżnić go po barwie; jego owocnik nie ma odcieni żółtych. Na starych dębach rosną podobne kształtem owocniki ozorka dębowego Fistulina hepatica, ale wyraźnie różnią się kolorem (są mięsnoczerwone). Na dębach dość często rozwija się żółciak siarkowy Laetiporus sulphureus, ale jego owocniki mają barwę od żółtej do morelowopomarańczowej, są mięsiste, większe i zwykle wyrastają w dachówkowatych skupieniach.